# Sticharium dorsale
Sticharium dorsale är en fiskart som beskrevs av Günther, 1867. Sticharium dorsale ingår i släktet Sticharium och familjen Clinidae. Inga underarter finns listade i Catalogue of Life.